# Mia Blichfeldt
Mia Blichfeldt (født 19. august 1997) er en dansk badmintonspiller.
I 2014, vandt Blichfeldt DM i damesingle som den yngste nogensinde. Hun vandt guld ved Junior-EM i badminton 2015 i Leuven i pigernes singleturnering, og senere også guld ved European Games 2019 i Minsk, som singlespiller.

## Karriere
Blichfeldt startede med at spille badminton i ungdomsklubben Solrød Strand Badmintonklub i en alder af 9 år, og begyndte at konkurrere i turneringer som 11-årig. Hun gjorde sin internationale debut i 2013, hvor hun repræsenterede Danmark ved Junior-VM i badminton i 2013, 2014 og 2015, og deltog også under Ungdomssommer-OL 2014 i Nanjing. Hun vandt guld ved Junior-EM i badminton 2015 i kvindernes singleturnering, hvilket samlet gav det danske hold en bronze.
I en alder af 16 år vandt hun sin første internationale turnering ved Norwegian International 2013, hvor hun slog den russiske storfavorit Olga Golovanova i finalen. I 2014, vandt hun så DM i badminton. 
I 2017, nåede hun finalen ved Scottish Open, men tabte til hjemmebanefavoritten Kirsty Gilmour, med resultatet 21–23, 12–21.
I 2018, nåede Blichfeldt semifinalerne ved EM i badminton, men røg ud til den spanske OL-guldvinder, spanske Carolina Marín, og vandt i stedet bronze. Samme år, vandt hun Dutch Open, efter at have slået Qi Xuefei, i finalen, med resultatet 21–16, 21–18.
I 2019 vandt Blichfeldt Spain Masters, hvor hun slog landsmanden Line Kjærsfeldt, med scorerne 21–14, 21–14 i finalen. Hun vandt den ene af tre danske guldmedaljer ved European Games 2019 i Minsk, hvor hun slog selvsamme skotske Kirsty Gilmour, der repræsenterede Storbritannien under legene.
Hun vandt EM i badminton for hold i 2020 i franske Liévin.
Hun deltog under Sommer-OL 2020 i Tokyo, i kvindernes singleturnering. Hun røg dog ud i ottendedelsfinalen til den indiske storfavorit P.V. Sindhu, i sættene 15-21, 13-21.